# ポターシュニャ (キーウ州)
ポターシュニャ（ウクライナ語：Пота́шня ；意訳：「カリ製造所」）は、ウクライナのキーウ州オブーヒウ地区にある村。中世時代には炭酸カリウムを生産する町として発展した。ロシア帝国時代には小さな村まで衰退した。面積は約0.3km²（2005年）。人口は87人（2005年）。